# Seznam knih edice Antická knihovna
Seznam knih edice Antická knihovna obsahuje všechny knihy edice Antická knihovna, vydané v období od vzniku Československé republiky do konce roku 2013. Součástí tohoto seznamu jsou i všechny knihy prémiové řady edice Antická knihovna (Nakladatelství Svoboda 1969–1989) a také všechny knihy doprovodné řady k edici Antická knihovna (různá nakladatelství, 2000–2013).

## NakladatelstvíRudolf Škeřík(1924–1934)
| # | Název                        | Autor       | Jazyk originálu | Rok vydání |
| - | ---------------------------- | ----------- | --------------- | ---------- |
| 1 | Osobnost, překlady a evokace | Sapfó       | řečtina         | 1924       |
| 2 | Bakchy                       | Eurípidés   | řečtina         | 1925       |
| 3 | Antigone                     | Sofoklés    | řečtina         | 1927       |
| 4 | Medeia                       | Eurípidés   | řečtina         | 1929       |
| 5 | Ptáci                        | Aristofanés | řečtina         | 1934       |
| 6 | Hétery a jejich svět         | Alkifron    | řečtina         | 1931       |
| 7 | Messalina a Agrippina        | Tacitus     | latina          | 1931       |
| 8 | Alexandros a Caesar          | Plútarchos  | řečtina         | 1933       |

## Nakladatelství Melantrich (1940–1944)
| # | Název                           | Autor          | Jazyk originálu | Rok vydání |
| - | ------------------------------- | -------------- | --------------- | ---------- |
| 1 | Plutarchovy životopisy          | Plutarchos     | řečtina         | 1940       |
| 2 | O Kyrově vychování              | Xenofón        | řečtina         | 1940       |
| 3 | O povinnostech                  | Cicero         | latina          | 1940       |
| 4 | Jezdci - Žáby                   | Aristofanés    | řečtina         | 1940       |
| 5 | Z dopisů Senekových             | Seneca         | latina          | 1941       |
| 6 | Z dějin východních národů       | Herodotos      | řečtina         | 1941       |
| 7 | O umění a umělcích              | Plinius starší | latina          | 1941       |
| 8 | Král Oidipus; Antigone; Slídiči | Sofoklés       | řečtina         | 1942       |
| 9 | Z dějin císařského Říma         | Tacitus        | latina          | 1944       |

## Nakladatelství Svoboda (1969–1996)

### Základní řada
| #  | Název                      | Autor            | Jazyk originálu      | Rok vydání |
| -- | -------------------------- | ---------------- | -------------------- | ---------- |
| 1  | Hovory k sobě              | Marcus Aurelius  | řečtina              | 1969       |
| 2  | O lásce a milování         | Ovidius          | latina               | 1969       |
| 3  | Šlehy a úsměvy             | Lúkiános         | řečtina              | 1969       |
| 4  | Výbor z listů Luciliovi    | Seneca           | latina               | 1969       |
| 5  | O Kýrově vychování         | Xenofón          | řečtina              | 1970       |
| 6  | O povinnostech             | Cicero           | latina               | 1970       |
| 7  | Aeneis                     | Vergilius        | latina               | 1970       |
| 8  | Listy hetér                | různí            | řečtina              | 1970       |
| 9  | Satirikon                  | Petronius        | latina               | 1971       |
| 10 | Rukojeť; Rozpravy          | Epiktétos        | řečtina              | 1972       |
| 11 | Dějiny                     | Livius           | latina               | 1971       |
| 12 | O přírodě                  | Lucretius        | latina               | 1971       |
| 13 | Satiry                     | Iuvenalis        | latina               | 1971       |
| 14 | Tažení Alexandra Velikého  | Arriános         | řečtina              | 1972       |
| 15 | Vzpomínky na Sókrata       | Xenofón          | řečtina              | 1972       |
| 16 | Válečné paměti             | Caesar           | latina               | 1972       |
| 17 | Dějiny II—III              | Livius           | latina               | 1972       |
| 18 | Pěvci lásky                | různí            | latina               | 1973       |
| 19 | Kapitoly o přírodě         | Plinius starší   | latina               | 1974       |
| 20 | Cesta po Řecku I           | Pausaniás        | řečtina              | 1973       |
| 21 | Dějiny IV                  | Livius           | latina               | 1973       |
| 22 | Zlatý osel                 | Apuleius         | latina               | 1974       |
| 23 | Cesta po Řecku II          | Pausaniás        | řečtina              | 1974       |
| 24 | Životopisy dvanácti císařů | Suetonius        | latina               | 1974       |
| 25 | Proměny                    | Ovidius          | latina               | 1974       |
| 26 | Snář                       | Artemidóros      | řečtina              | 1974       |
| 27 | Letopisy                   | Tacitus          | latina               | 1975       |
| 28 | Dějiny V                   | Livius           | latina               | 1975       |
| 29 | Tragédie                   | Sofoklés         | řečtina              | 1975       |
| 30 | Řím po Marku Aureliovi     | Héródianos       | řečtina              | 1975       |
| 31 | Z dějin císařského Říma    | Tacitus          | latina               | 1976       |
| 32 | Tuskulské hovory           | Cicero           | latina               | 1976       |
| 33 | Farsalské pole             | Lucanus          | latina               | 1976       |
| 34 | Dějiny VI                  | Livius           | latina               | 1976       |
| 35 | Svět ezopských bajek       | různí            | latina, řečtina      | 1976       |
| 36 | Antické válečné umění      | různí            | latina, řečtina      | 1977       |
| 37 | Písně pastvin a lesů       | různí            | latina, řečtina      | 1977       |
| 38 | Synové slávy—Oběti iluzí   | různí            | latina               | 1977       |
| 39 | Trójanky a jiné tragédie   | Eurípidés        | řečtina              | 1978       |
| 40 | Dějiny VII                 | Livius           | latina               | 1979       |
| 41 | Amfitryon a jiné komedie   | Plautus          | latina               | 1978       |
| 42 | Deset knih o architektuře  | Vitruvius        | latina               | 1979       |
| 43 | Řečtí atomisté             | různí            | řečtina              | 1980       |
| 44 | Nejstarší řecká lyrika     | různí            | řečtina              | 1981       |
| 45 | O bozích a lidech          | Lúkiános         | řečtina              | 1981       |
| 46 | Řecké dějiny               | Xenofón          | řečtina              | 1982       |
| 47 | Portréty světovládců I     | různí            | latina               | 1982       |
| 48 | Obrázky z řeckého života   | různí            | řečtina              | 1983       |
| 49 | Portréty světovládců II    | různí            | latina               | 1982       |
| 50 | Komedie pro všední den     | Menandros        | řečtina              | 1983       |
| 51 | Další listy Luciliovi      | Seneca           | latina               | 1984       |
| 52 | Člověk a příroda           | Aristotelés      | řečtina              | 1984       |
| 53 | Verše z vyhnanství         | Ovidius          | latina               | 1985       |
| 54 | Hippolytos a jiné tragédie | Eurípidés        | řečtina              | 1986       |
| 55 | Zrod římského impéria      | Appiános         | řečtina              | 1986       |
| 56 | O lásce a přátelství       | Plútarchos       | řečtina              | 1987       |
| 57 | Héraklés a jiné tragédie   | Eurípidés        | řečtina              | 1988       |
| 58 | Dopisy                     | Plinius mladší   | latina               | 1988       |
| 59 | Krize římské republiky     | Appiános         | řečtina              | 1989       |
| 60 | Válka židovská             | Josephus Flavius | aramejština, řečtina | 1990       |
| 63 | O dobrodiních              | Seneca           | latina               | 1992       |
| 64 | Válka židovská II          | Josephus Flavius | aramejština, řečtina | 1992       |
| 65 | Ústava                     | Platón           | řečtina              | 1993       |
| 66 | Sentence                   | Menandros        | řečtina              | nevyšlo    |
| 67 | Poetika                    | Aristotelés      | řečtina              | 1996       |

### Prémiová řada
| #  | Název                                 | Autor                     | Jazyk originálu          | Rok vydání |
| -- | ------------------------------------- | ------------------------- | ------------------------ | ---------- |
| 1  | Verše o víně                          | různí                     | latina, řečtina          | 1969       |
| 2  | Myšlenky                              | Epikúros, Publilius Syrus | latina, řečtina          | 1970       |
| 3  | Na veselé struně                      | různí                     | latina, řečtina          | 1971       |
| 4  | Tajemství papyrů                      | různí                     | řečtina                  | 1972       |
| 5  | Héró a Leandros                       | Músáios                   | řečtina                  | 1974       |
| 6  | Únos Proserpiny                       | Claudius Claudianus       | latina                   | 1975       |
| 7  | Čtení o antice 1                      | různí                     | čeština                  | 1975       |
| 8  | Čtení o antice 2                      | různí                     | čeština                  | 1975       |
| 9  | O lásce, přátelství a štěstí          | různí                     | latina, řečtina          | 1976       |
| 10 | Homérští hrdinové ve vzpomínkách věků | Darés, Diktys Krétský     | latina                   | 1972       |
| 11 | Čtení o antice 1977                   | různí                     | latina, řečtina, čeština | 1978       |
| 12 | Čtení o antice 1978/1979              | různí                     | latina, řečtina, čeština | 1980       |
| 13 | Čtení o antice 1980/1981              | různí                     | latina, řečtina, čeština | 1982       |
| 14 | Čtení o antice 1982/1983              | různí                     | latina, řečtina, čeština | 1983       |
| 15 | Čtení o antice 1984/1985              | různí                     | latina, řečtina, čeština | 1986       |
| 16 | Apologie                              | Apuleius                  | latina                   | 1989       |
| 17 | Zpěvy železného věku                  | Hésiodos                  | řečtina                  | 1989       |

## Různá nakladatelství (1999–dosud)

### Základní řada
| #  | Název                                 | Autor                       | Jazyk originálu | Nakladatelství           | Rok vydání |
| -- | ------------------------------------- | --------------------------- | --------------- | ------------------------ | ---------- |
| 61 | Listy přátelům                        | Cicero                      | latina          | Arista, Baset            | 2001       |
| 62 | Řecký román I. Dobrodružství lásky    | Různí                       | řečtina         | Arista, Baset            | 2001       |
| 68 | O duševním klidu                      | Seneca                      | latina          | Odeon, Baset             | 1999       |
| 69 | Dějiny římské říše za soumraku antiky | Ammianus Marcellinus        | latina          | Arista, Baset            | 2002       |
| 70 | Řeči na sněmu                         | Démosthenés                 | řečtina         | Arista, Baset            | 2002       |
| 71 | Ílias                                 | Homéros                     | řečtina         |                          | nevyšlo    |
| 72 | Komedie                               | Publius Terentius Afer      | latina          |                          | nevyšlo    |
| 73 | Athénská ústava                       | Aristotelés ze Stageiry     | řečtina         | Arista, Baset            | 2004       |
| 74 | Životopisy slavných Řeků a Římanů I   | Plútarchos                  | řečtina         | Arista, Baset            | 2006       |
| 75 | O starobylosti Židů / Můj život       | Josephus Flavius            | řečtina         | Arista, Baset, Maitrea   | 2006       |
| 76 | Životopisy slavných Řeků a Římanů II  | Plútarchos                  | řečtina         | Arista, Baset, Maitrea   | 2007       |
| 77 | Stručné dějiny Říma                   | Eutropius; Rufius Festus    | latina          | Arista, Baset, Maitrea   | 2008       |
| 78 | Dějiny I                              | Polybios                    | řečtina         | Arista, Baset, Maitrea   | 2008       |
| 79 | Dějiny II                             | Polybios                    | řečtina         | Arista, Maitrea, TeMi CZ | 2008       |
| 80 | Dějiny III                            | Polybios                    | řečtina         | Arista, Baset            | 2011       |
| 81 | Dějiny IV                             | Polybios                    | řečtina         | Arista, Baset            | 2012       |
| 82 | Dvojí pohled na římské dějiny         | Velleius Paterculus, Florus | latina          | Arista, Baset            | 2013       |
| 83 | Zeměpis                               | Strabón                     | řečtina         | Arista, Baset            | nevyšlo    |
| 84 | Argonautika                           | Valerius Flaccus            | latina          | Arista, Baset            | 2015       |
| 85 | O politické činnosti                  | Plútarchos                  | řečtina         | Arista, Baset            | 2014       |
| 86 | O historii                            | Plútarchos                  | řečtina         | Arista, Baset            | 2015       |

### Doprovodná řada
| # | Název                                         | Autor                           | Jazyk originálu | Nakladatelství        | Rok vydání |
| - | --------------------------------------------- | ------------------------------- | --------------- | --------------------- | ---------- |
| 1 | Kolébka demokracie                            | Pavel Oliva                     | čeština         | Arista                | 2000       |
| 2 | Svět helénismu                                | Pavel Oliva                     | čeština         | Arista                | 2001       |
| 3 | Zrození evropské civilizace                   | Pavel Oliva                     | čeština         | Arista, Epocha        | 2003       |
| 4 | Démosthénes                                   | Pavel Oliva                     | čeština         | Arista, Baset, Epocha | 2007       |
| 5 | Polybios a jeho svět                          | Pavel Oliva                     | čeština         | Arista, Baset         | 2013       |
| 6 | Stručné dějiny latinské literatury středověku | Jana Nechutová, Dana Stehlíková | čeština         | Arista, Baset         | 2013       |